# Monocephalus
Monocephalus es un género de arañas araneomorfas de la familia Linyphiidae. Se encuentra en Europa.

## Lista de especies
Según The World Spider Catalog 12.0:
- Monocephalus castaneipes (Simon, 1884)
- Monocephalus fuscipes (Blackwall, 1836)